# Икэма
Икэ́ма (яп. 池間島 икэма-дзима) — небольшой остров в группе Мияко островов Сакисима архипелага Рюкю, Япония. Административно относится к округу Мияко уезда Мияко префектуры Окинава.

## География
Площадь острова составляет 2,8 км². Население — 801 человек (2002) — проживает в небольшом посёлке Икэма.
Остров равнинный, наивысшая точка — 28 м. Мостом соединён с островом Миякодзима.

## Фотогалерея

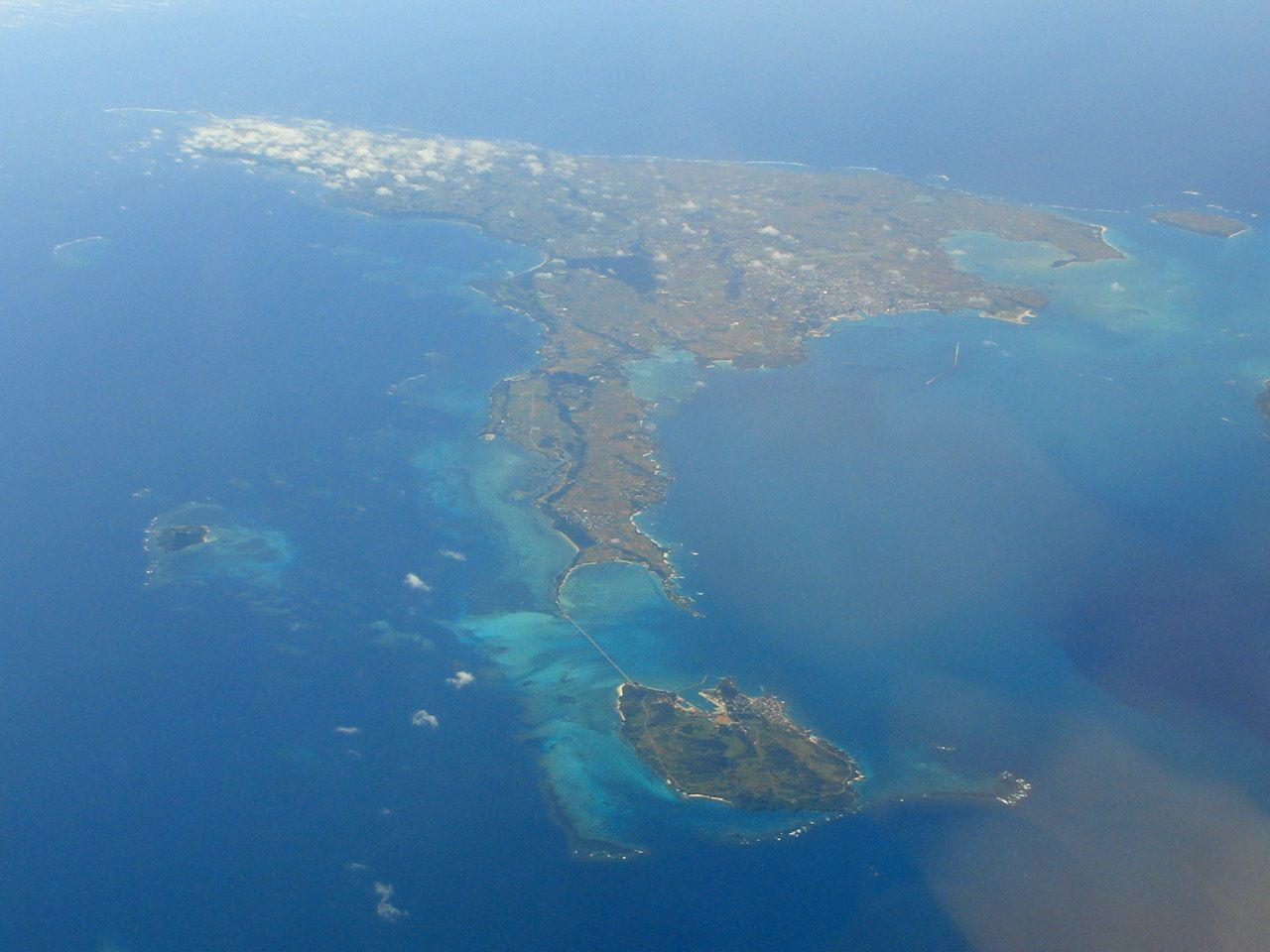
Снимок острова с самолёта
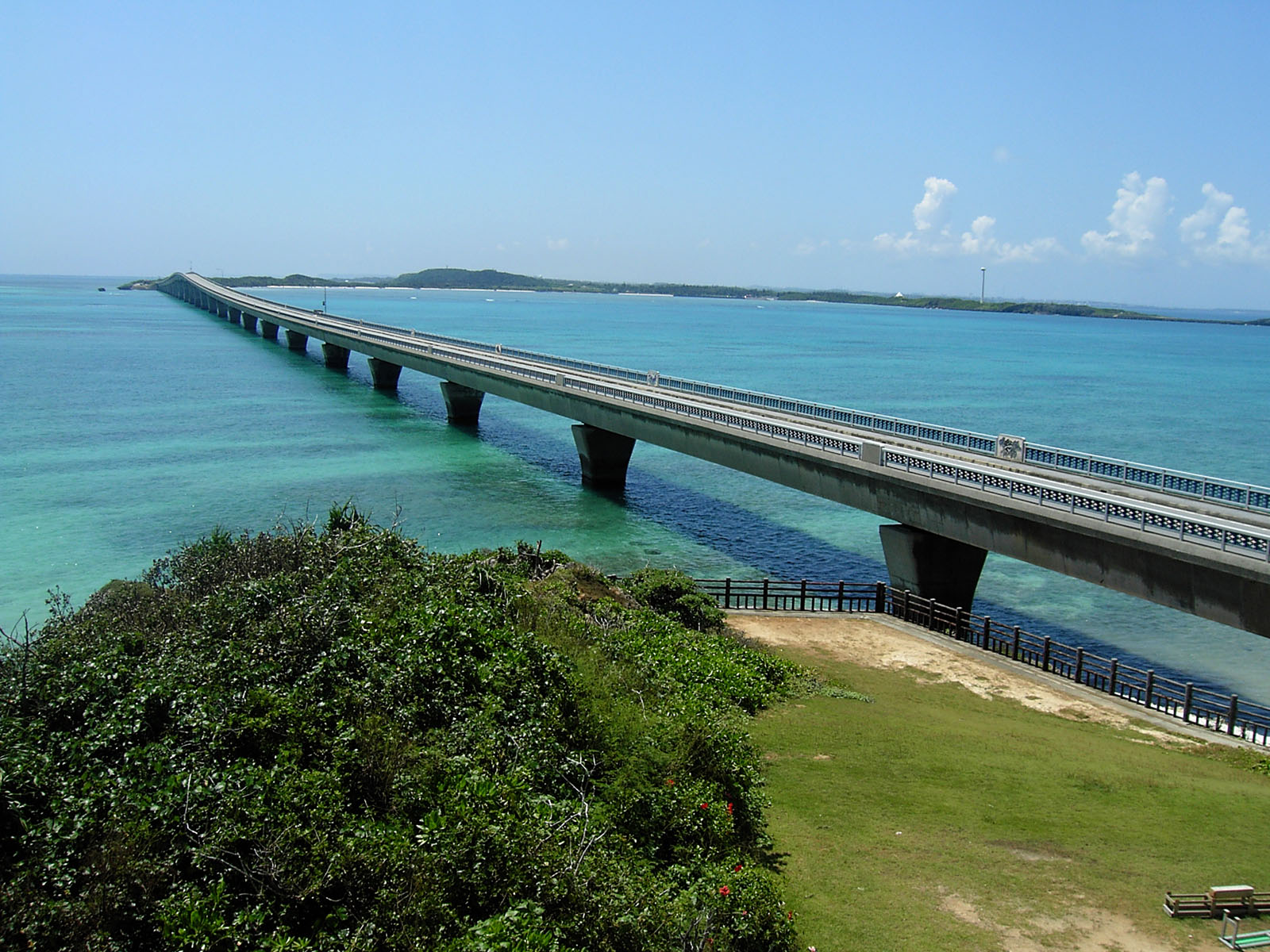
Мост на Миякодзиму
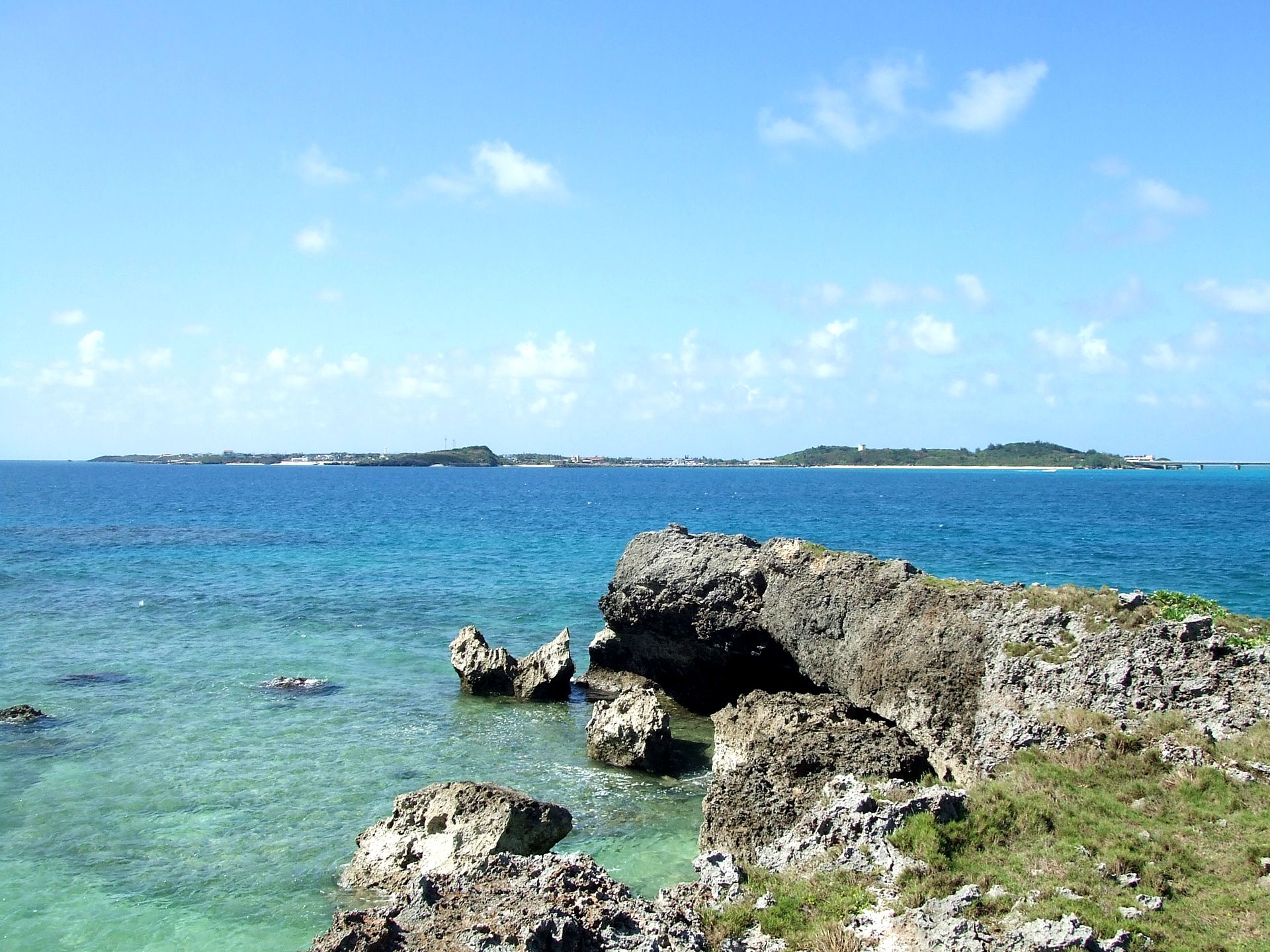
Морское побережье